# فروتهرست (آلاباما)
فروتهرست (به انگلیسی: Fruithurst) شهری در شهرستان کلبرن ایالت آلاباما است که مساحت آن ۲٫۵۹ کیلومتر مربع است و در سرشماری سال ۲۰۱۰ میلادی، ۲۸۴ نفر جمعیت داشته و تراکم جمعیتی آن، ۱۰۹٫۶۵ نفر در هر کیلومتر مربع بوده است.